# Чиказький симфонічний оркестр
41°52′44″ пн. ш. 87°37′29″ зх. д. / 41.87901389° пн. ш. 87.62461667° зх. д.
Чиказький симфонічний оркестр (англ. Chicago Symphony Orchestra) — симфонічний оркестр, що базується в Чикаго, США. Заснований 1891 року.
Традиційно цей оркестр входить до Великої п'ятірки американських оркестрів поряд з Нью-Йоркським, Бостонським, Філадельфійським і Клівлендським.
За роки існування за диригентським пультом оркестру стояли такі видатні музиканти як Ріхард Штраус, Джон Вільямс, Арнольд Шенберг, Сергій Прокоф'єв, Сергій Рахманінов, Моріс Равель, Едвард Елгар, Аарон Копленд, Андре Превін, Леонард Бернстайн, Леопольд Стоковський, Юджин Орманді. У 1991—2006 роки музичним директором оркестру був Даніель Баренбойм.
Близько 60 записів оркестру були удостоєні премії Ґреммі, найпершими з нагороджених цієї премією стали записи 1960 року Музики для струнних, ударних і челести Б.Бартока (соліст — Фріц Райнер) та запис Другого фортепіанного концерту Брамса (соліст — Святослав Ріхтер).